# أنديرس يوهانسون (طبال)
أنديرس يوهانسون (بالسويدية: Anders Johansson) هو طبال سويدي، ولد في 25 مايو 1962 في غوتنبرغ في السويد.

## وصلات خارجية
- الموقع الرسمي
- أندرس يوهانسون على موقع IMDb (الإنجليزية)
- أندرس يوهانسون على موقع ميوزك برينز (الإنجليزية)
- أندرس يوهانسون على موقع ديسكوغز (الإنجليزية)
- أندرس يوهانسون على موقع قاعدة بيانات الفيلم (الإنجليزية)